# 黒印
黒印（こくいん）とは、黒の墨を用いて押印した印章のこと。

## 概要
古代においては、公文書には朱印を用いることとされており、黒印は写経や典籍に押す蔵書印などの例外的使用に留まった。鎌倉時代以後に花押を模してその代用とした黒印が押された文書が出現するが、黒印状が広く用いられるのは戦国時代に入ってからである。
以上の経緯から黒印は朱印に劣り、略式・薄礼の文書に用いられ、戦国大名は朱印と黒印を用途によって使い分けをしていたが、その基準については押印者個人の考え方が反映されており一定ではなかった。
また、黒印状をさげわたして寄進または安堵した土地のことを、黒印地と呼ぶ。
なお、江戸時代には朱印は武士などの支配階層の特権とされて庶民の使用が許されていなかったために、庶民の間ではもっぱら黒印が用いられていたが、明治以後に朱印の使用が解禁され、黒印は略印として用いられるようになった。